# سعيدة عباد
سعيدة عباد (مواليد 1965، الدار البيضاء، المغرب) هي أول سائقة قطار في المغرب والوطن العربي.

## مسيرتها
ولدت سعيدة عباد سنة 1965 بمدينة الدار البيضاء، إذ دخلت عالم السكك الحديدية من بابه الواسع واشتغلت سائقة للقطار بتعيين ملكي منذ سنة 1999، وهي بذلك تعتبر أول سائقة قطار في المغرب والوطن العربي. كان اختيارها المكتب المغربي للسكك الحديد حيث عمل والدها، و هذا ما أتاح لها فرصة جادة للعمل بالنظر إلى الأسبقية التي حظيت بها و السمعة الطيبة التي خلفها والدها لدى العاملين في الإدارة.

## كلمتها للمرأة العربية
توجه سعيدة عباد كلمتها للمرأة العربية وتحثها على أن تدرس حتى تحصل على شهادات عليا وتقتحم جل المراكز والمهن، كما أدعو الفتيات والسيدات إلى التفكير في الدخول إلى عالم سياقة القطارات.